# Sverdrup-Inseln
Die Sverdrup-Inseln sind eine Inselgruppe der nördlichen Königin-Elisabeth-Inseln in Nunavut, Kanada. Die Inseln liegen westlich von Ellesmere Island auf etwa 82° Nord und 95° West. Die Hauptinseln der Gruppe sind die Axel Heiberg Island, die Amund Ringnes Island und die Ellef Ringnes Island, Cornwall Island, Meighen Island, King Christian Island und Stor Island.
Auch eine Anzahl von kleineren Inseln in den umliegenden Gewässern gehört zur Gruppe, die nach dem norwegischen Forscher Otto Sverdrup benannt ist, der sie von 1898 bis 1902 mit dem Schiff Fram erforschte und kartierte. Einige der Inseln waren früher von Inuit bewohnt. Heute ist die Axel-Heiberg-Insel die einzige mit einer zumindest saisonalen Forschungsstation, der McGill Arctic Research Station mit einer Sommerbesatzung von acht bis zwölf Personen. Von 1948 bis 1978 gab es auf der Ellef-Ringnes-Insel die permanent besetzte Forschungsstation Isachsen. Heute ist Isachsen eine automatische Wetterstation.

## Hauptinseln
| Insel                 | Erhebung                | Höhe m | Fläche km² | Rang Kanada | Rang Welt |
| --------------------- | ----------------------- | ------ | ---------- | ----------- | --------- |
| Axel Heiberg Island   | Outlook Peak            | 2211   | 43178      | 7           | 32        |
| Ellef Ringnes Island  | Isachsen Dome           | 260    | 11295      | 16          | 69        |
| Amund Ringnes Island  | unbenannt               | 265    | 5255       | 25          | 111       |
| Cornwall Island       | Mount Nicolay           | 360    | 2358       | 31          | 184       |
| Meighen Island        | Meighen Icecap          | 268    | 955        | 50          | 337       |
| King Christian Island | King Christian Mountain | 165    | 645        | 60          | 420       |
| Stor Island           | …                       | 560    | 313        | 87          | …         |
| Sverdrup-Inseln       | Outlook Peak            | 2211   | 66000      | -           | -         |

## Die Arktisexpedition auf derFramvon 1898 bis 1902
Im Juni 1898 verließ die Fram Norwegen. Sverdrups Absicht war es, sie durch die Nares-Straße zu führen, die Grönland von Ellesmere Island trennt. Sein Plan wurde durch undurchdringliches Eis vereitelt, stattdessen überwinterte er mit dem Schiff in einem Naturhafen an der Ostküste der Ellesmere-Insel, den er Fram Haven nannte. Während dieses Winters und Frühlings erforschten Sverdrup und seine Männer die Bache-Halbinsel und das zentrale Ellesmere Island. Ein Schlittenteam erreichte auch die Westküste.
Im nächsten Sommer blockierte das Eis erneut Sverdrups Weg nach Norden. Er sah sich gezwungen, seinen Originalplan aufzugeben. Er entschied sich, seine Forschungen auf die Ellesmere-Insel und die sie umgebenden Gewässer zu konzentrieren. Er fuhr mit der Fram nach Süden und dann gen Westen in den Jones Sound, wo er drei Winter in Folge verbrachte, den ersten im Harbour Fiord und die zwei darauf folgenden im Goose Fiord.
Von diesen Basen aus erforschten und kartierten Sverdrup und seine Männer den größten Teil der Westküste der Ellesmere-Insel und entdeckten die Gruppe von Inseln, die jetzt als Sverdrup-Inseln bekannt sind. Der Arktishistoriker William Barr nennt dies „eine der eindrucksvollsten Leistungen, die in der Polarforschung jemals erreicht wurden“. Auch ist dies der Grund für die große Menge an norwegischen Namen, die sich in der kanadischen Arktis finden lassen.
Die Benennung der drei Hauptinseln geschah zu Ehren der Sponsoren: Axel Heiberg, Amund Ringnes und Ellef Ringnes waren die Eigentümer der norwegischen Brauerei Ringnes.

## Die norwegische Forderung
Als Sverdrup 1902 nach Norwegen zurückkehrte, informierte er König Oskar II. von Schweden und Norwegen, dass er alles Land, das er entdeckt hatte, für Norwegen in Besitz genommen hätte. Doch Norwegen war zu dieser Zeit nicht sehr daran interessiert, sich um die Eignerschaft an den arktischen Gebieten zu kümmern, da es noch immer um die Unabhängigkeit von Schweden rang. Kanada reagierte zunächst relativ uninteressiert auf die Forderungen, bis es sich in den 1920er Jahren schließlich vergegenwärtigte, dass eine andere Nation einen großen Teil dessen beanspruchte, was es als sein Eigen betrachtete.
Die Zugehörigkeit der Sverdrup-Inseln blieb für Kanada ein Anliegen, bis der Konflikt 1930 freundschaftlich durch Verhandlungen beigelegt wurde. Der Schlüssel zu der Einigung waren Sverdrups Karten. Ein Biograf Sverdrups schrieb: „Ohne sie wäre Ottawa ignorant geblieben, wer weiß für wie lange... Wenn Sverdrup die Inseln nicht dann entdeckt hätte, als er es tat, wären sie mit großer Wahrscheinlichkeit von den Forschern eines Landes gefunden und beansprucht worden, das sehr viel besser in der Lage gewesen wäre als Norwegen, die Angelegenheit zu verfolgen.“ Sverdrup hatte die norwegische Regierung jahrelang gedrängt, seine Forderung voranzutreiben.
Am 11. November 1930 wurde zwischen der norwegischen Regierung, der britischen Regierung (die Norwegen gerade die Bouvetinsel im Südatlantik abgetreten hatte), der kanadischen Regierung und Sverdrup selbst ein Handel geschlossen. Als Teil dieses Vertrages gab Norwegen seine Gebietsansprüche auf das von Sverdrup entdeckte Land formell auf, während Kanada Sverdrup eine Summe von 67.000 $ zahlte, angeblich für seine Originalkarten und Aufzeichnungen. Der echte Grund war natürlich, dass Norwegen so die kanadische Souveränität in der Arktis nicht herausfordern würde – Kanada kaufte die Inseln einfach zurück.
Fünfzehn Tage nach dem Vertragsabschluss starb Otto Sverdrup.
Sverdrups Tagebücher existieren noch heute. Sie wurden seiner Familie zurückgegeben und befinden sich nun in der Manuskriptenabteilung der Universität Oslo. Die Karten jedoch scheinen verloren gegangen zu sein. Anscheinend waren sie ein zusammenhängendes Kartenset und ähnelten den 1903 in Sverdrups Buch Nyt Land abgedruckten. Allerdings waren sie wahrscheinlich detaillierter.